# Mycteromyiella obscura
Mycteromyiella obscura är en tvåvingeart som beskrevs av Hiroshi Shima 1976. Mycteromyiella obscura ingår i släktet Mycteromyiella och familjen parasitflugor.
Artens utbredningsområde är Sarawak. Inga underarter finns listade i Catalogue of Life.